# Се Сюэхун
Се Сюэхун (кит. 謝雪紅; 17 октября 1901, уезд Чжанхуа, Тайвань — 5 ноября 1970, Пекин) — китайская и тайваньская политическая деятельница, организатор женского движения, участница национально-освободительной борьбы против японского господства. Одна из основательниц Тайваньской коммунистической партии (на тот момент — национальная секция Коммунистической партии Японии), участница сопротивления режиму Чан Кайши, вынужденная бежать в КНР. Председатель Лиги демократической автономии Тайваня (1949—1958). 

## Биография
Родилась в бедной семье, с 10 лет работала на фабрике, в 12 лет её отдали в семью родителей будущего мужа. Она оттуда сбежала из-за плохого обращения, в 17 лет вышла замуж по своей воле и уехала с мужем в Японию. Затем вернулась в Китай, покинула мужа и стала зарабатывать, обучая людей использовать швейные машинки, позже стала владелицей магазина одежды. Самостоятельно обучилась грамоте и смогла поступить в Шанхайский университет, чтобы изучать социологию. 
Участвовала в Движении 30 мая, отстаивала права женщин. Её деятельность привлекла внимание Коммунистической партии Китая, она стала её членом и была отправлена на учебу в Москву. В 1927 году вернулась в Шанхай и стала одной из создателей Тайваньской коммунистической партии, которая, в частности, выступала за независимость Тайваня от Японии. Вскоре Се Сюэхун арестовали и депортировали на Тайвань. Однако она была оправдана и продолжила свою деятельность. Из-за внутрипартийного конфликта в 1931 году ее исключили из партии, в том же году ее вновь арестовали и приговорили к 13 годам тюрьмы. В 1939 году её освободили в связи с тем, что она болела туберкулезом. 
После установления власти Гоминьдана на Тайване Се Сюэхун стала бороться за автономию Тайваня. После «Инцидента 228» в 1947 году она призвала к вооруженной борьбе. Но после подавления восстания она была вынуждена бежать с Тайваня в КНР.  
Пострадав во время «Культурной революции», была посмертно реабилитирована в 1986 году.